# Pjotr Bolotnikov
Pjotr Grigorjevič Bolotnikov (rusky: Пётр Григорьевич Болотников; 8. března 1930 Zinovkino – 20. prosince 2013, Krasnoslobodsk) byl sovětský atlet, běžec na dlouhé tratě, olympijský vítěz v běhu na 10 000 metrů z roku 1960.
S atletikou začal během vojenské základní služby. Na olympiádě v Melbourne obsadil 9. místo v běhu na 5 000 metrů a 16. místo na dvojnásobné trati. O rok později se stal nečekaně mistrem SSSR v běhu na 10 000 metrů, když porazil olympijského vítěze Vladimíra Kuce. Svoje vítězství na národním šampionátu obhájil v následujících pěti letech.
Během olympijského finále v běhu na 10 000 metrů v Římě Bolotnikov kontroloval průběh celého závodu a zvítězil s náskokem 5 sekund před Němcem Hansem Grodotzkim. Po olympiádě dne 5. října 1960 v Kyjevě zlepšil dosavadní světový rekord na desetikilometrové trati o 12 sekund na 28:18,8. Tento rekord vylepšil ještě o dva roky později 11. srpna 1962 v Moskvě na 28:18,2.
Další úspěch zaznamenal na Mistrovství Evropy v Bělehradě v roce 1962. S převahou zvítězil v běhu na 10 000 metrů a na poloviční trati získal bronzovou medaili. Sportovní kariéru ukončil v roce 1965.